# Ожика лесная
Ожика лесная (лат. Luzula sylvatica) — вид цветковых растений  рода Ожика (Luzula) семейства Ситниковые (Juncaceae).

## Распространение и экология
В природе ареал вида охватывает Европe, Кавказ и Малую Азию.
Произрастает в тенистых лесах.
|          |
| Соцветие |

## Ботаническое описание
Многолетнее, вечнозелёное, ярко-зелёное, густо-дернистое растение с косым корневищем. Стебли прямые, книзу утолщённые, высотой 30—70 см, до верху олиственные, у основания одетые бледно-бурыми, острыми, безлистными влагалищами.
Прикорневые листья плоские, тонко-кожистые, длинные, но короче стебля, шириной до 15 мм, быстро суженные, по краю бело-ресничатые; стеблевые — во много раз меньше.
Соцветие сложное, метельчато-развесистое, с тонкими, часто поникающими веточками, прицветный лист во много раз короче соцветия. Цветки длиной 3,5—5 мм, собраны на концах веточек головчато по два—три, реже четыре; прицветники яйцевидные, острые, ресничатые, буроватые, бело-плёнчатые. Листочки околоцветника ланцетные, каштановые и светло-каштановые, шиповато-заострённые, внутренние длиннее наружных, по краю широко-перепончатые. Тычинки длиной около 3 мм, пыльники в несколько раз длиннее нитей.
Плод — трёхгранная, шаровидно-коническая коробочка, почти равная околоцветнику, каштановая, с носиком. Семена яйцевидные, длиной около 1,5—1,7 мм, каштановые, с сероватым придатком.
Плодоношение в мае.

## Таксономия
Вид Ожика лесная входит в род Ожика (Luzula) семейства Ситниковые (Juncaceae) порядка Злакоцветные (Fagales).
|  |                                      |  |                                                             |                                                             |                      |  | ещё 15 семейств (согласно Системе APG II) | ещё 15 семейств (согласно Системе APG II) |                  |  |  |  | ещё около 140 видов |
|  |                                      |  |                                                             |                                                             |                      |  | ещё 15 семейств (согласно Системе APG II) | ещё 15 семейств (согласно Системе APG II) |                  |  |  |  | ещё около 140 видов |
|  |                                      |  |                                                             | порядок Злакоцветные                                        |                      |  |                                           |                                           | род Ожика        |  |  |  |                     |
|  |                                      |  |                                                             | порядок Злакоцветные                                        |                      |  |                                           |                                           | род Ожика        |  |  |  |                     |
|  | отдел Цветковые, или Покрытосеменные |  |                                                             |                                                             | семейство Ситниковые |  |                                           |                                           | вид Ожика лесная |  |  |  |                     |
|  | отдел Цветковые, или Покрытосеменные |  |                                                             |                                                             | семейство Ситниковые |  |                                           |                                           |                  |  |  |  |                     |
|  |                                      |  | ещё 44 порядка цветковых растений (согласно Системе APG II) | ещё 44 порядка цветковых растений (согласно Системе APG II) |                      |  |                                           | ещё 6 родов                               | ещё 6 родов      |  |  |  |                     |
|  |                                      |  |                                                             | ещё 44 порядка цветковых растений (согласно Системе APG II) |                      |  |                                           |                                           | ещё 6 родов      |  |  |  |                     |